# Pacto Liberal Independiente
Pacto Liberal Independiente fue una agrupación política chilena del siglo XIX. 
Tras la ruptura interna del Partido Liberal, por no aceptar una elección interna para la elección del candidato presidencial de la Alianza Liberal, donde postulaban el electo Aníbal Pinto Garmendia y un líder liberal, Benjamín Vicuña Mackenna, este último fundó su propia tienda política, denominada Partido Liberal Democrático, otra corriente que emigró del liberalismo en la misma época (1875) fue el Partido Liberal Doctrinario, encabezado por la figura de José Victorino Lastarria.
Estos dos partidos formaron un pacto instrumental electoral para sumar votos en listas conjuntas. Sin embargo, el Partido Liberal Doctrinario nunca tuvo gran peso como su compañero de pacto.
Sin embargo, este pacto duró solo durante la elección parlamentaria de 1876, ya que al siguiente año se fusionaron a la Alianza Liberal, para evitar un potencial triunfo del conservantismo.
- Datos: Q6057007